# Leichtflugzeugbau Klemm
Die Leichtflugzeugbau Klemm GmbH war ein deutscher Flugzeughersteller mit Sitz in Böblingen.

## Klemm-Unternehmen
Quelle:

### Vorgeschichte
Nach dem Zusammenschluss der beiden Konkurrenten Daimler-Motoren-Gesellschaft (DMG) und der Benz & Cie. zur Daimler-Benz AG erfolgte Ende 1925 eine Konzentration auf die Kerngeschäftsbereiche Automobil- und Motorenbau. Die von Hanns Klemm geleitete Flugzeugbauabteilung der DMG in Sindelfingen wurde geschlossen. Im Herbst 1926 nahm Hanns Klemm mit der Daimler-Benz AG Verhandlungen zur Übernahme des ehemaligen DMG-Flugzeugbaus auf. Neben den Werkstatteinrichtungen und Betriebsmitteln sowie existierenden Flugzeugen erwarb Hanns Klemm auch die Nutzungsrechte an seinen bisherigen Flugzeugentwicklungen bei der DMG.

### Leichtflugzeugbau Klemm GmbH

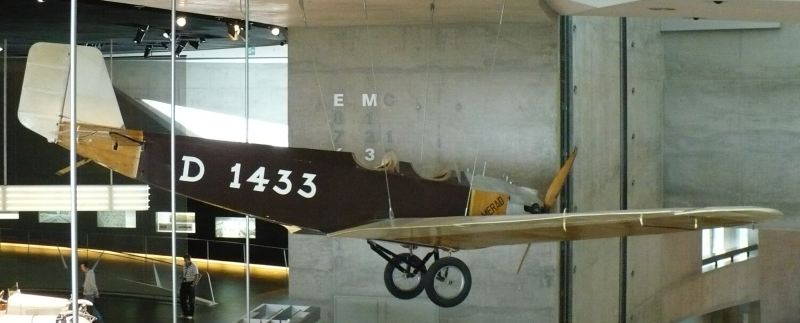
Klemm L20 Nachbau im Mercedes-Benz Museum Stuttgart

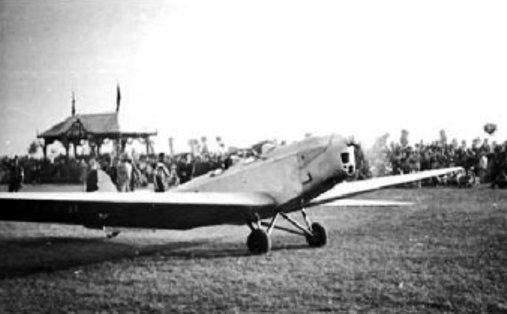
Klemm Kl 25

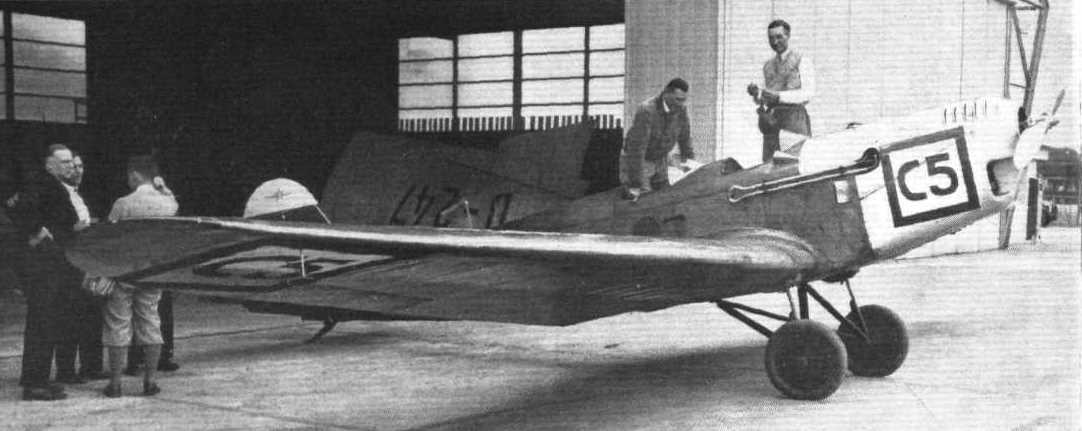
Klemm Kl 26

Zur Übernahme der DMG-Werkstätten und -Rechte gründete Hanns Klemm am 15. Dezember 1926 in Sindelfingen die Leichtflugzeugbau Klemm als Personengesellschaft mit einem Grundkapital von 3000 Mark. Eineinhalb Jahre nach dem großen Erfolg der Daimler-Leichtflugzeuge beim Deutschen Rundflug 1925 strebte Hanns Klemm eine rasche Aufnahme der Serienproduktion der Daimler L20 in seinem neu gegründeten Unternehmen an. Dazu übernahm er Personal aus der ehemaligen DMG-Flugzeugwerkstatt und mietete von der Daimler-Benz AG in Sindelfingen die ehemalige Flugzeugbau-Halle 6 an. Bereits im März 1927 wurden die ersten Daimler L20 bei der Leichtflugzeugbau Klemm in Sindelfingen fertiggestellt.
Zur Ausweitung der Serienproduktion benötigte Hanns Klemm weitere finanzielle Mittel. Dazu wurde die Personengesellschaft am 18. Februar 1927 in die Leichtflugzeugbau Klemm GmbH überführt. Gesellschafter des Unternehmens waren in erster Linie Freunde und Familienmitglieder von Hanns Klemm und seiner Ehefrau Charlotte, die beide 10 % der Geschäftsanteile hielten. Ein weiterer Gesellschafter wurde Friedrich Siebel, der neben seiner persönlichen Beteiligung auch staatliche Fördermittel in Höhe von 100.000 Reichsmark in das Unternehmen mit einem Grundkapital von 155.000 Reichsmark einbrachte. Zum ersten Geschäftsführer wurde Robert Lusser ernannt, der bereits in der DMG-Werkstatt als Konstrukteur für Hanns Klemm tätig war. Hanns Klemm übernahm den Vorsitz der Gesellschafterversammlung.
Seit 1927 unterhielt die Leichtflugzeugbau Klemm GmbH eine eigene Fliegerschule zur Ausbildung von Werkspiloten und Kunden unter der Bezeichnung Fliegerschule Klemm-Flug. Die Fliegerschule blieb bis 1934 als Abteilung innerhalb der Leichtflugzeugbau Klemm GmbH erhalten und wurde nach Zentralisierung der Pilotenausbildung unter den Nationalsozialisten an den Luftsportverband abgegeben.
Da die Daimler-Benz AG die angemietete Flugzeughalle in Sindelfingen nur übergangsweise an die Leichtflugzeugbau Klemm GmbH vermietet hatte, mietete Hanns Klemm 1928 von der Stadt Böblingen die ehemalige Werkhalle der Firma Hirth an der Calwer Straße in Böblingen mit einem angrenzenden Grundstück von 1,1 Hektar auf Erbpachtbasis an. Hier errichtete die Leichtflugzeugbau Klemm GmbH bis 1929 ein neues Flugzeugwerk. Bis zur Fertigstellung des Werks zog der Produktionsbetrieb nach Einstellung der Daimler-L20-Serienproduktion im Mai 1928 aus den ehemaligen DMG-Werkstätten in Sindelfingen in die Hallen des ehemaligen Reichsbahn-Ausbesserungswerks in Böblingen. Hier nahm die Leichtflugzeugbau Klemm GmbH im Juni 1928 die Serienproduktion ihres ersten von Robert Lusser für die Leichtflugzeugbau Klemm GmbH entwickelten Leichtflugzeugs Klemm Kl 25 auf. Der Bezug des endgültigen Klemm-Werks an der Calwer Straße fand ab September 1929 statt. Nach Bezug des neuen Werks übernahm Hanns Klemm von Robert Lusser am 11. November 1929 die Geschäftsführung der Leichtflugzeugbau Klemm GmbH. Robert Lusser übernahm die Aufgabe des technischen Konstrukteurs.
Nach der Machtergreifung durch die Nationalsozialisten verdoppelte sich die staatliche Nachfrage nach Klemm-Ausbildungsflugzeugen. Zur Ausweitung der Produktion mietete die Leichtflugzeugbau Klemm GmbH im Mai 1934 den Werkskomplex des Kameraherstellers Contessa von Alfred Nagel an der Sindelfinger Straße in Böblingen. In das neue Klemm-Werk II zogen Werkstattbetriebe und der Flugzeug-Reparaturbetrieb. Eine weitere Expansion der Klemm-Werke in Böblingen wurde seitens des Reichsluftfahrtministeriums (RLM) auf Grund der grenznahen Lage zu Frankreich untersagt. Stattdessen erhielt das Unternehmen 1934 den Auftrag zum Aufbau eines neuen Flugzeugwerks in Halle/Saale, wohin der Böblinger Betrieb verlagert werden sollte.
Um den Werksausbau in Böblingen für die als Großserie geplante Fertigung der Klemm Kl 35 zu vermeiden, musste 1936 auf Anweisung des RLM eine Lizenzvereinbarung mit den Gerhard-Fieseler-Werken geschlossen werden, die es dem RLM ermöglichte, Bauaufträge direkt an die Fieseler-Werke in Kassel zu vergeben. Die Lizenzfertigung von Klemm-Flugzeugen lief 1938 in Kassel an. Ab 1940 übernahm die Zlíner Flugzeugwerke AG im tschechischen Otrokovice im Protektorat Böhmen und Mähren diese Lizenzfertigung.

### Klemm-Flugzeugwerk Halle GmbH
Für den Aufbau und den Betrieb des neuen Klemm-Werks in Halle wurde am 16. August 1934 die Klemm Flugzeugwerk Halle GmbH als Tochterunternehmen der Leichtflugzeugbau Klemm GmbH gegründet. An dem Unternehmen war auch Friedrich Siebel beteiligt, der in Berlin die Verhandlungen zum Aufbau des neuen Werks mit dem RLM führte. Die Aufgabe der Geschäftsführung übernahm Franz Walter, der aus dem Böblinger Vertrieb nach Halle wechselte und dort den Werksaufbau leitete.
Obwohl Friedrich Siebel beim RLM den Erhalt des Böblinger Klemm-Werks für den Bau ziviler Sportflugzeuge durchsetzen konnte, musste die Leichtflugzeugbau Klemm GmbH aus Böblingen ab 1935 große Teile der Administration einschließlich der Konstruktionsabteilung und Spezialisten aus der Produktion nach Halle abgeben. Hanns Klemm verblieb als Geschäftsführer der Leichtflugzeugbau Klemm GmbH in Böblingen mit einem stark reduzierten Personalkörper, während Friedrich Siebel die Aufsicht über die Entwicklung der Flugzeugwerk Halle GmbH übernahm. Die endgültige Trennung der beiden Unternehmen fand 1937 statt, nachdem Friedrich Siebel die Anteile der Leichtflugzeugbau Klemm GmbH an der Flugzeugwerk Halle GmbH übernommen hatte und seine eigene Beteiligung an der Leichtflugzeugbau Klemm GmbH an Hanns Klemm verkaufte. Am 23. Dezember 1937 wurde die Flugzeugwerk Halle GmbH in die Siebel Flugzeugwerk Halle GmbH umgewandelt. Damit endeten die Klemm-Aktivitäten in Halle.

### Hanns Klemm Flugzeugbau (1938)
Durch Einnahmen aus seinen Klebepatenten konnte Hanns Klemm 1938 die Gesellschafter der Leichtflugzeugbau Klemm GmbH auszahlen. Hanns Klemm wurde damit zum Alleininhaber des Böblinger Betriebs und ließ die Leichtflugzeugbau Klemm GmbH am 20. Juli 1938 in die Hanns Klemm Flugzeugbau Personengesellschaft umwandeln. Neben den beiden ertragsstarken Bereichen des Reparaturbetriebs und der Serienfertigung der Klemm Kl 35 beschäftigte sich Hanns Klemm im Rahmen der Hanns Klemm Flugzeugbau PG bis 1943 hauptsächlich mit Fragen der Flugzeugauslegung in dem von ihm entwickelten Teilschalen-Bauverfahren.
Aus steuerlichen Gründen erfolgte 1940 eine erneute Restrukturierung der Hanns Klemm Flugzeugbau. Dabei wurde die Personengesellschaft wieder in eine GmbH überführt, um die persönlichen Haftungsrisiken für Hanns Klemm zu reduzieren. Die neue Gesellschaft wurde 1941 als Hanns Klemm Flugzeugbau, Leichtflugzeugbau Klemm GmbH eingetragen.
Mit dem Ende der Serienfertigung der Klemm Kl35 endete 1943 die Fertigung eigener Klemm-Flugzeuge bei der Hanns Klemm Flugzeugbau GmbH. Auf Anweisung des Reichsluftfahrtministeriums wurde der Produktionsbetrieb Anfang 1943 von Holz- auf Metallverarbeitung umgestellt, um die Lizenzfertigung der Messerschmitt Me 163 aufnehmen zu können.
Auf Grund zunehmender Konflikte durch die Einflussnahme des Reichsluftfahrtministeriums auf sein Unternehmen trat Hanns Klemm am 23. Mai 1943 als Geschäftsführer der Hanns Klemm Flugzeugbau zurück. Das RLM setzte daraufhin einen treuhänderischen Geschäftsführer ein, der das Unternehmen bis zum Kriegsende leitete. Hanns Klemm wurde jegliche weitere Einflussnahme auf das Unternehmen durch das RLM untersagt.
Die beiden Klemm-Werke in Böblingen wurden während des Zweiten Weltkriegs mehrfach bei Bombenangriffen getroffen. Bereits 1943 erfolgte daher die Auslagerung von Betriebsteilen in kleinere Orte in der Umgebung von Böblingen. Die Me163-Tragflächenfertigung wurde Anfang 1944 in einen Schreinereibetrieb nach Herrenberg ausgelagert. Im Mai 1944 folgte die restliche Me163-Fertigung in einen Auslagerungsbetrieb nach Ebhausen. Das Klemm-Werk I an der Calwer Straße wurde bei einem Bombenangriff am 19. Juli 1944 schwer getroffen und weitgehend zerstört. Daraufhin wurden der noch in Böblingen verbliebene Flugzeugreparaturbetrieb auf den Luftwaffen-Flugplatz in Eutingen im Gäu und die Klemm-Verwaltung nach Nagold ausgelagert.
Im Februar 1945 wurde das Me163-Bauprogramm durch das RLM abgebrochen. Damit endeten die letzten Flugzeugbau-Aktivitäten bei der Hanns Klemm Flugzeugbau GmbH. Am 18. April 1945 wurde der gesamte Klemm-Betrieb von den verschiedenen Auslagerungsstandorten bei Böblingen in Richtung Bregenz vor den anrückenden alliierten Truppen verlagert. Am 22. April 1945 besetzten französisch-marokkanische Einheiten die leerstehenden Klemm-Werke in Böblingen.
Nach dem Krieg wurde die Hanns Klemm Flugzeugbau von den Alliierten zur Liquidation freigegeben. Soweit die Anlagen nicht ohnehin bereits während der Bombenangriffe im Oktober 1943 und 1944 zerstört worden waren, wurden sie für französische Betriebe demontiert. Das durch Bomben schwer beschädigte Werk I an der Calwer Straße wurde bis 1949 vollständig abgetragen. Das Werk II an der Sindelfinger Straße wurde an die IBM verkauft. Die Hanns Klemm Flugzeugbau, Leichtflugzeugbau Klemm GmbH wurde in den 1950er Jahren liquidiert.

### Klemm Technik GmbH
Die Klemm Technik GmbH wurde 1941 von Hanns Klemm zur Sicherung seiner Patentrechte gegründet. Klemm übertrug seine Privatpatente, die er in Zusammenhang mit seiner wissenschaftlichen Arbeit zu Klebetechniken und zum Teilschalenbau in seiner privaten Versuchswerkstatt erworben hatte, auf die Klemm Technik GmbH. Während der Rüstungsbetrieb Hanns Klemm Flugzeugbau GmbH nach dem Krieg von den Alliierten beschlagnahmt wurde, blieb die Klemm Technik GmbH unbehelligt unter der Kontrolle von Hanns Klemm.
Nach dem Krieg beschäftigte sich Hanns Klemm im Rahmen der Klemm Technik GmbH mit der Weiterentwicklung seiner Mitte der 30er Jahre entwickelten Klebetechnik und des Klemm-Leims. Auch die ersten luftfahrttechnischen Aktivitäten nach dem Zweiten Weltkrieg wurden über die Klemm Technik GmbH abgewickelt, als Hanns Klemm und sein Sohn Hannsjürgen Klemm 1955 eine größere Zahl von Klemm Kl35-Flugzeugen aus Beständen der schwedischen Luftwaffe nach Deutschland importierten und hier als Erstausstattung für den wieder freigegebenen Sportflugzeugmarkt vertrieben.
Als Halter der Patentrechte von Hanns Klemm existierte die Klemm Technik GmbH in Böblingen noch bis vor wenigen Jahren.

### Vermögensverwaltung Hanns Klemm Flugzeugbau
Nach dem Krieg gründete Hanns Klemm die Vermögensverwaltung Hanns Klemm Flugzeugbau zur Abwicklung der Liquidation der Hanns Klemm Flugzeugbau GmbH, soweit diese nach der alliierten Beschlagnahmung und Demontage wieder unter seine Kontrolle kam. Unter anderem wurde über die Vermögensverwaltung die Reste der Flugzeugabstellhalle in Werk I an einen Druckerei-Betrieb im Umfeld von Böblingen verkauft. Später trat die Vermögensverwaltung auch in Verbindung mit den Flugzeugankäufen aus Schweden auf, bevor diese an die Klemm Technik GmbH abgegeben wurden. Über Verfahren und Prozesse der Vermögensverwaltung gegen die Beschlagnahmung der Klemmwerke durch das Deutsche Reich im Jahr 1944 liegen keine Informationen vor. Die Vermögensverwaltung scheint Mitte der 50er Jahre mit der Gründung der neuen Klemm-Nachkriegsgesellschaft Hanns Klemm Flugzeugbau GmbH aufgelöst worden zu sein.

### Hanns Klemm Flugzeugbau GmbH (1954)

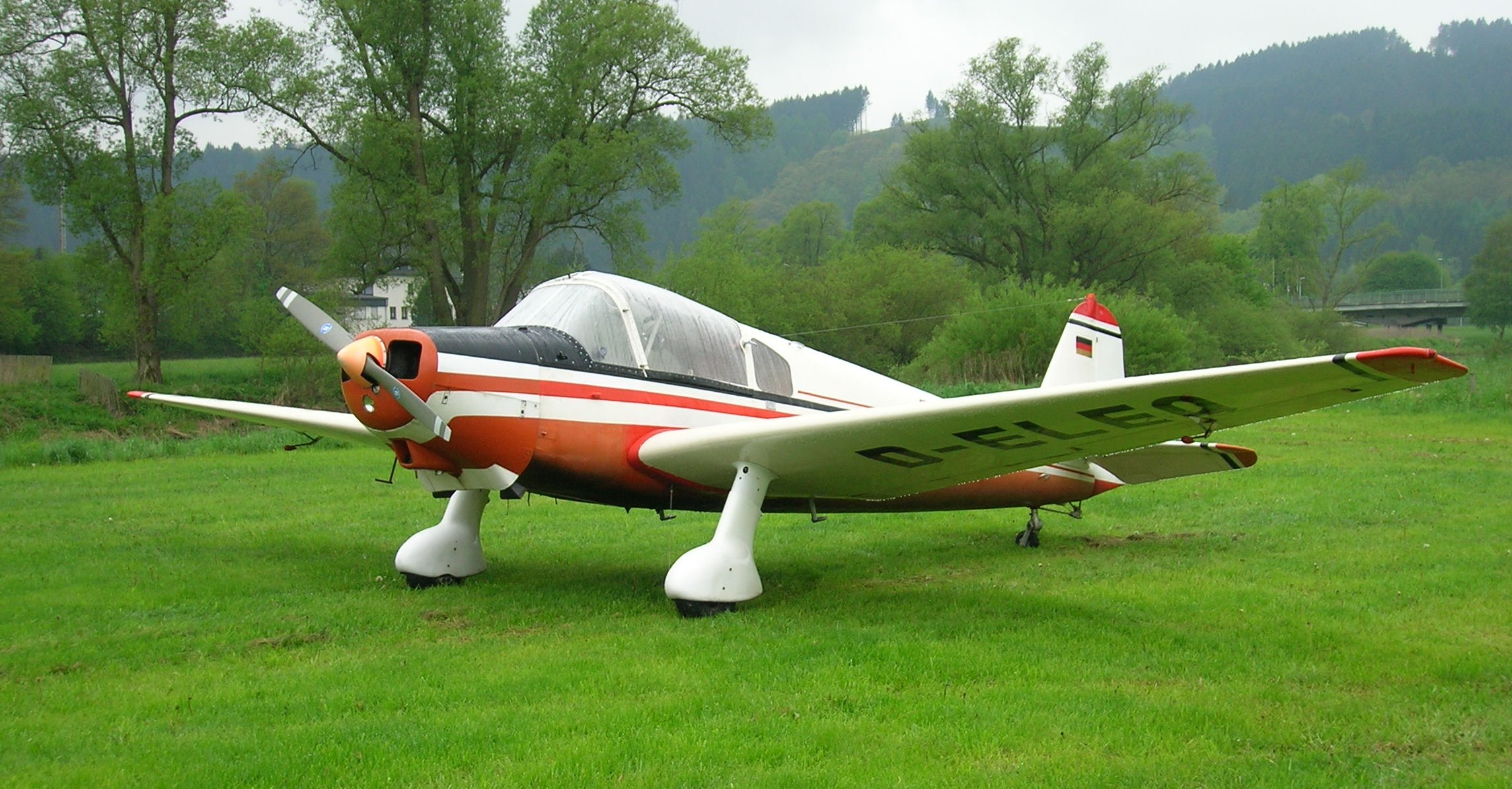
Klemm Kl 107 C

Im Sommer 1952 wurde bei einem Gespräch zwischen Hanns Klemm, seinem Sohn Hannsjürgen und anderen ehemaligen Angehörigen der Firma Leichtflugzeugbau Klemm die Frage behandelt, ob, nach der in naher Zukunft zu erwartenden Aufhebung des allgemeinen Flugzeugbauverbots, der Klemm-Flugzeugbau wieder ins Leben gerufen werden sollte. Klemm erklärte sich wegen seines schlechten Gesamtzustands zu einer aktiven Mitwirkung nicht mehr bereit und übertrug diese Aufgabe an seinen Sohn Hannsjürgen Klemm. Ihm gelang es, die während des Krieges nach Schweden ausgelagerten Konstruktionsunterlagen der Klemm Kl 107 und Klemm Kl 151 wieder zu beschaffen. Zur Sicherung ihrer Rechte gründeten Hanns Klemm und Hannsjürgen Klemm 1954 die Hanns Klemm Flugzeugbau GmbH, die trotz Namensgleichheit mit der 1941 gegründeten GmbH in keiner rechtlichen Beziehung zu dieser stand.
Für die beabsichtigte Aufnahme der Serienproduktion der beiden Flugzeuge nahm die Hanns Klemm Flugzeugbau GmbH Mitte 1954 Gespräche mit Ludwig Bölkow und Wolf Hirth auf. Im Oktober kam ein Vorvertrag zur Errichtung einer Arbeitsgemeinschaft zwischen der Hanns Klemm Flugzeugbau GmbH und der Bölkow-Entwicklungen KG zustande, der die Überarbeitung der Pläne und den Bau eines Prototyps vorsah. Außerdem erklärte sich Ludwig Bölkow zum Aufbau eines Produktionsbetriebs für die Serienfertigung bereit.
Nach der erfolgreichen Erprobung der Klemm Kl107 entstand für die Serienfertigung am 18. Oktober 1957 die Klemm-Flugzeuge GmbH als Gemeinschaftsunternehmen der Hanns Klemm Flugzeugbau GmbH und der Bölkow Entwicklungen KG. Die Hanns Klemm Flugzeugbau GmbH übertrug ihre Rechte an der Klemm Kl107 auf das neue Unternehmen. Zwei Jahre später, am 30. April 1959, verkaufte die Hanns Klemm Flugzeugbau GmbH ihre Anteile an der Klemm-Flugzeuge GmbH an die Bölkow Entwicklungen KG. Damit endeten die Nachkriegsaktivitäten der Familie Klemm im Flugzeugbau. Die Hanns Klemm Flugzeugbau GmbH wurde später aufgelöst.

### Klemm-Flugzeuge GmbH
Als Klemm-Bölkow-Gemeinschaftsunternehmen erhielt die Klemm-Flugzeuge GmbH am 18. Oktober 1957 von ihrem Mutterunternehmen Hanns Klemm Flugzeugbau GmbH die Rechte zum Bau und zur Vermarktung der Klemm Kl107. Ohne eigenen Produktionsbetrieb beschränkten sich die Aufgaben der Klemm-Flugzeuge GmbH auf die Vermarktung der Flugzeuge durch Walter Zentgraf sowie auf die Beauftragung eines externen Herstellerbetriebs mit dem Bau der vermarkteten Flugzeuge. Einen Herstellerbetrieb für die Klemm Kl107 hatte die Bölkow Entwicklungen KG im März 1958 mit dem Bölkow-Tochterunternehmen Apparatebau Nabern GmbH geschaffen, das von der Klemm-Flugzeuge GmbH die ausschließlichen Rechte zum Bau der Klemm Kl107 erhielt. Die Rechte zum Vertrieb des Flugzeugs blieben bei der Klemm-Flugzeuge GmbH, die damit zum alleinigen Auftraggeber der Apparatebau Nabern GmbH für den Bau von Klemm Kl107 wurde.
Die scharfe Trennung zwischen Produktion und Vermarktung führte im Laufe des ersten Betriebsjahres bereits zu intensiven Spannungen zwischen Hannsjürgen Klemm als Geschäftsführer der Klemm-Flugzeuge GmbH und der Apparatebau Nabern GmbH mit Ludwig Bölkow. Nachdem eine Nullserie von 10 Flugzeugen im Frühjahr 1959 fertiggestellt war, verschärften sich die Auseinandersetzungen über die Vermarktung des Flugzeugs und endeten am 30. April 1959 mit dem Ausscheiden von Hannsjürgen Klemm aus der Klemm-Flugzeuge GmbH. Die Bölkow Entwicklungen KG übernahm gleichzeitig die Klemm-Anteile an der Klemm-Flugzeuge GmbH und wurde damit alleiniger Inhaber des Unternehmens.
Die Klemm-Flugzeuge GmbH wurde kurze Zeit später in die Apparatebau Nabern GmbH überführt und dort integriert. Die weitere Entwicklung der Klemm Kl107 erfolgte durch die Apparatebau Nabern GmbH. Zur weiteren Verwendung des Namens „Klemm“ kam es später noch zu rechtlichen Auseinandersetzungen zwischen Hannsjürgen Klemm und Ludwig Bölkow. Mit der letzten Entwicklungsstufe der Bölkow Bo 207 verschwand der Name „Klemm“ 1961 endgültig aus dem deutschen Sportflugzeugbau.

## Produktion
In der Zeit zwischen 1927 und 1945 wurden etwa 2500 Flugzeuge (davon etwa 200 Me163?) in den Klemmwerken in Böblingen durch die Leichtflugzeugbau Klemm GmbH bzw. die Hanns Klemm Flugzeugbau GmbH fertiggestellt. Weitere 700 Flugzeuge entstanden bei den Lizenznehmern Gerhard Fieseler Werke in Kassel bzw. bei der Zlíner Flugzeugwerke AG in Otrokovice. Nach dem Zweiten Weltkrieg entstanden weitere 55 Klemmflugzeuge bei der Apparatebau Nabern GmbH. Die Gesamtzahl gebauter Klemm-Flugzeuge beläuft sich damit auf etwa 3000–3100 Flugzeuge.

### LFK-Produktions-Standorte bis 1945
1927–1928 DMG Werk Sindelfingen, Halle 6

1928–1929 Reichsbahn-Ausbesserungswerk Böblingen

1929–1945 LFK Werk I, Böblingen, Calwer Straße

1934–1945 LFK Werk II, Böblingen Sindelfinger Straße

1944–1945 Auslagerungsbetrieb Herrenberg

1944–1945 Auslagerungsbetrieb Ebhausen

1945–1945 Reparaturbetrieb Eutingen

### Nachkriegsproduktion bei Apparatebau Nabern GmbH
1955–1957 Prototypenbau bei Wolf Hirth GmbH in Nabern

1957–1960 Apparatebau Nabern GmbH, Nabern

1960–1963 Apparatebau Nabern GmbH, Laupheim

### Musterübersicht
| Bezeichnung         | Beschreibung                           | Zeitraum            | Stückzahl                    | Bemerkungen |
| ------------------- | -------------------------------------- | ------------------- | ---------------------------- | --- |
| L 20                | Schul-, Reise- und Sportflugzeug       | 1927–1928           | 74                           | gebaut bei LFK im DMG-Werk Sindelfingen unter DMG-Lizenz weitere 4 Daimler L20 Prototypen 1924/25 bei DMG in Sindelfingen                           |
| L 25                | Schul-, Reise- und Sportflugzeug       | 1928–1940           | ca. 660                      | L25a gebaut im RAW Böblingen, L25b/e im LFK-Werk I                                                                                                  |
| L 26                | Sport- und Reiseflugzeug               | 1929–1933           | ca. 170                      | L26a, L26c |
| L 27                | Mehrzweckflugzeug                      | 1929–1931           | 7                            | |
| L 28                | Kunstflug-Flugzeug                     | 1933                | 1                            | Einzelstück für Liesel Bach |
| Alpha               | Segelflugzeug mit Hilfsmotor           | 1929                | 1                            | nur Prototyp |
| L 30                | Reise- und Sportflugzeug               | 1930                | (1)                          | nur Ausstellungs-Mockup |
| Kl 31               | Kabinen-Reiseflugzeug                  | 1931–1934           | ca. 35                       | Serienbau ab 1933 |
| Kl 32               | Wettbewerbs- und Kabinen-Reiseflugzeug | 1932–1937           | ca. 130                      | |
| Kl 33 (auch L33)    | Volksflugzeug                          | 1932                | nur Prototyp                 | |
| Kl 35               | Schul- und Sportflugzeug               | 1935–1943           | ca. 1000                     | Kl35A, Kl35B, Kl35D. Kl36C siehe Kl106 weitere ca. 360 Flugzeuge bei Gerhard Fieseler Werke und weitere ca. 330 Flugzeuge bei Zlín Flugzeugwerke AG |
| Kl 36               | Wettbewerbs- und Kabinen-Reiseflugzeug | 1934–1936           | 13                           | Kl36A Wettbewerbsflugzeuge 1934 Kl36B Kleinserie 1936                                                                                               |
| Kl 105              | Schul- und Reiseflugzeug               | 1938                | 2                            | nur Prototypen, begonnene Nullserie blieb unfertig                                                                                                  |
| Kl 106 (auch Kl35C) | Sportflugzeug                          | 1937–1939           | 11                           | Prototypen und Vorserie Geplanter Serienbau bei William Davis Corporation kam nicht zustande                                                        |
| Kl 107              | Kabinen-Reiseflugzeug                  | 1939–1941 1956–1961 | 6 Prototypen 55 Flz. n. 1945 | ab 1958 Serienbau bei Apparatebau Nabern weitere 92 Klemm Kl107D bzw. Bölkow Bo 207 ab 1961 bei der Apparatebau Nabern GmbH in Laupheim             |
| Kl 151              | Kabinen-Reiseflugzeug                  | 1941                | 1                            | ein weiterer Prototyp bei Zlin unfertig |
| Me 163              | Raketenjäger (Lizenz Messerschmitt)    | 1943–1945           | ca. 200?                     | gebaut in Ebhausen und Herrenhausen |

## Lizenzpartner
- Aeromarine-Klemm Corporation in Keyport, USA, von 1928–1930, Bau- und Vermarktungsrechte in Amerika und Japan
  - Aeromarine-Klemm AKL25 – Lizenzbaumodell für Klemm Kl 25a, ca. 50 Flugzeuge von 1928–1929
  - Aeromarine-Klemm AKL26 – Lizenzbaumodell für Klemm Kl 26, ca. 50–60 Flugzeuge von 1929–1930
  - Aeromarine-Klemm AKL27 – Lizenzbaumodell für Klemm L27, 5 Flugzeuge durch Umbau von AKL25/26
  - Horace-Keane-Klemm HKL27 – Umbau von 5 Aeromarine-Klemm AKL27 zum Volksflugzeug 1937 bei Keane Aircraft Corp.
- British Klemm Company in Hanworth, GB, von 1932–1935, Bau- und Vermarktungsrechte in UK/Commonwealth
  - British Klemm B.K. L25CA Swallow – Lizenzbaumodell für Klemm Kl 25c, ca. 135 Flugzeuge von 1933–1937
  - British Klemm B.K. Eagle – Serienmodell in Anlehnung an  Klemm Kl 32 ohne Lizenzvereinbarung, ca. 43 Stück von 1935–1937
- Gerhard-Fieseler-Werke in Kassel von 1938–1940, Baurechte für Klemm Kl 35B/D
- William Davis Corporation in New York, USA, von 1939–1940, Bau- und Vermarktungsrechte weltweit für Klemm Kl 106
- Zlíner Flugzeugwerke AG in Otrokovice, Protektorat Böhmen & Mähren, von 1940–1943, Baurechte für Klemm Kl 35D

## Klemm-Konstrukteure
- Robert Lusser von 1927–1932, verantwortlich für Klemm L 25a/b/c, L 26, L27, L28, Alpha, L30, Kl 31, Kl 32 und L 33
- Friedrich Fecher von 1934–1936, verantwortlich für Klemm Kl 25d/e, E34, Kl 35A/B, Kl 36, E37, E63/64 und Kl 104
- Carl Bucher von 1936–1945, verantwortlich für Klemm Kl 35D, Kl 105, Kl 35C und Kl 106, Kl 107, Kl 151, Kl 152, Kl 153 und ab 1954 für Klemm Kl 107A/B